# Vucherens
Vucherens ist eine politische Gemeinde im Distrikt Broye-Vully des Kantons Waadt in der Schweiz.

## Geographie
Vucherens liegt auf 678 m ü. M., 25 km südwestlich des Bezirkshauptortes Payerne (Luftlinie). Die Streusiedlungsgemeinde erstreckt sich auf einem Höhenrücken zwischen den Tälern der Bressonne und des Carrouge, nordöstlich der Höhen des Jorat, im östlichen Waadtländer Mittelland.
Die Fläche des 3,3 km² grossen Gemeindegebiets umfasst einen Abschnitt des Molassehügellandes nordöstlich des Jorat. Das Gebiet wird im Westen von der Bressonne, im Osten vom Carrouge begrenzt. Beide Wasserläufe haben im Lauf der Jahrmillionen tiefe Erosionstäler in die Molasseschichten eingeschnitten. Westlich an das Tal des Carrouge schliesst sich eine breite Geländeterrasse an, von welcher der Hang allmählich auf den Höhenrücken mit dem Wald Bois de Bioley (753 m ü. M.) und dem Wiesenhügel Bochet (mit 757 m ü. M. der höchste Punkt von Vucherens) ansteigt. Auch das Tal der Bressonne wird von einer Geländeterrasse flankiert. Von der Gemeindefläche entfielen 1997 11 % auf Siedlungen, 24 % auf Wald und Gehölze und 65 % auf Landwirtschaft.
Zu Vucherens gehören die Weiler Le Closy (666 m ü. M.) auf der westlichen Talflanke des Carrouge und La Râpe (680 m ü. M.) auf der östlichen Talflanke der Bressonne sowie verschiedene Einzelhöfe. Nachbargemeinden von Vucherens sind Syens, Vulliens, Jorat-Mézières, Ropraz und Hermenches.

## Bevölkerung
Mit 635 Einwohnern (Stand 31. Dezember 2023) gehört Vucherens zu den kleinen Gemeinden des Kantons Waadt. Von den Bewohnern sind 93,7 % französischsprachig, 2,9 % deutschsprachig und 1,6 % portugiesischsprachig (Stand 2000). Die Bevölkerungszahl von Vucherens belief sich 1900 auf 379 Einwohner. Danach wurde bis 1970 durch starke Abwanderung eine Abnahme auf 258 Einwohner verzeichnet; seither stieg die Bevölkerungszahl wieder deutlich an.

## Wirtschaft
Vucherens war bis in die zweite Hälfte des 20. Jahrhunderts ein vorwiegend durch die Landwirtschaft geprägtes Dorf. Noch heute haben der Ackerbau, der Obstbau und die Viehzucht eine wichtige Bedeutung in der Erwerbsstruktur der Bevölkerung. Weitere Arbeitsplätze sind im lokalen Kleingewerbe und im Dienstleistungssektor vorhanden. Durch die Erstellung von zahlreichen Einfamilienhäusern in den letzten Jahrzehnten hat sich das Dorf zu einer Wohngemeinde entwickelt. Viele Erwerbstätige sind deshalb Wegpendler, die in Moudon und in Lausanne arbeiten.

## Verkehr
Die Gemeinde ist verkehrstechnisch gut erschlossen. Sie liegt an der Hauptstrasse von Moudon via Chexbres nach Vevey. Durch den westlichen Gemeindeteil verläuft die gut ausgebaute Hauptstrasse 1 von Bern via Payerne nach Lausanne, die vor der Eröffnung der Autobahn von Bern in die Westschweiz hohe Verkehrsfrequenzen aufwies. Durch die Autobuslinie 62 der Transports publics de la région Lausannoise, die von Lausanne nach Moudon verkehrt, ist Vucherens an das Netz des öffentlichen Verkehrs angebunden.

## Geschichte
Die erste urkundliche Erwähnung des Ortes erfolgte 1215 unter dem Namen Wisserens. Später erschienen die Bezeichnungen Wichereins (1251) und Wicherens (1364). Der Ortsname ist vom burgundischen Personennamen Wisihar (im 9. Jahrhundert auch als Wicharius bekannt) abgeleitet und bedeutet bei den Leuten des Wisihar.
Vucherens war im Mittelalter Teil der savoyischen Burgvogtei Moudon. Mit der Eroberung der Waadt durch Bern im Jahr 1536 gelangte das Dorf unter die Verwaltung der Landvogtei Moudon. Nach dem Zusammenbruch des Ancien Régime gehörte Vucherens von 1798 bis 1803 während der Helvetik zum Kanton Léman, der anschliessend mit der Inkraftsetzung der Mediationsverfassung im Kanton Waadt aufging. 1798 wurde es dem Bezirk Moudon zugeteilt. Von 1700 bis 1900 wurde in mehreren Steinbrüchen bei Vucherens Tuffstein abgebaut, der oft für Brücken, Brunnen und den Hausbau in der Region verwendet wurde.

## Sehenswürdigkeiten
Die reformierte Kirche Saint-Pierre-et-Pancrace wurde 1737 auf dem Höhenrücken oberhalb des Dorfes erbaut. Einige charakteristische Bauernhäuser aus dem 17. bis 19. Jahrhundert sind erhalten geblieben.